# Bertel Thorvaldsen
(Albert) Bertel Thorvaldsen, algumas vezes erroneamente escrito Thorwaldsen (Copenhague, 19 de novembro de 1770 - Copenhague, 24 de março de 1844) foi um escultor dinamarquês.

## Biografia
Thorvaldsen nasceu em Copenhague em 1770 (de acordo com alguns relatos em 1768), filho de um islandês que se instalou na Dinamarca e lá dirigiu um comércio de esculturas em madeira. Esta informação é contestada por alguns islandeses, que afirmam ter Thorvaldsen nascido na Islândia.
Ele estudou na Academia Real Dinamarquesa de Arte em Copenhage (Det Kongelige Danske Kunstakademi), ganhou todos os prêmios inclusive a cobiçada Medalha de Ouro. Como consequência, foi lhe dado uma bolsa de estudos, para que pudesse completar seus estudos em Roma, aonde ele chegou no dia 8 de março de 1797. 
O primeiro sucesso de Thorvaldsen foi o modelo para uma estátua de Jasão, que foi muito elogiada por Antonio Canova, o escultor mais popular da cidade. Em 1803 ele recebeu a incumbência de Thomas Hope, um rico britânico protetor das artes, para executá-lo em mármore. A partir dali o sucesso de Thorvaldsen estava assegurado e ele permaneceu na Itália por dezesseis anos.
Em 1819 ele visitou seu país, a Dinamarca. Lá ele foi contratado para fazer uma série de estátuas colossais de Cristo e os doze apóstolos para a reconstrução da Vor Frue Kirke (desde 1922 conhecida como a Catedral de Copenhage) entre 1817 e 1829, após ela ter sido destruída no bombardeio britânico de Copenhage em 1807. Os trabalhos se iniciaram após seu retorno a Roma e não ficaram prontas até 1838, quando Thorvaldsen voltou para a Dinamarca. 
Ele morreu de repente quando estava no Teatro Real de Copenhage, em 24 de março de 1844 e deixou grande parte de sua fortuna para a construção e manutenção de um museu em Copenhage e também desejou que fizesse parte do acervo desse museu, toda a sua coleção de trabalhos de arte e os modelos de toda a sua enorme coleção de esculturas, para que fossem amplamente exibidos. Thorvaldsen foi sepultado no pátio desse museu, sob um leito de rosas, como era de sua vontade.
Thorvaldsen nunca foi casado, mas possuía uma filha ilegítima como resultado de um longo caso amoroso. Thorvaldsen reconheceu essa filha e atualmente seus descendentes vivem nos Estados Unidos e na Sicília.

## Obras

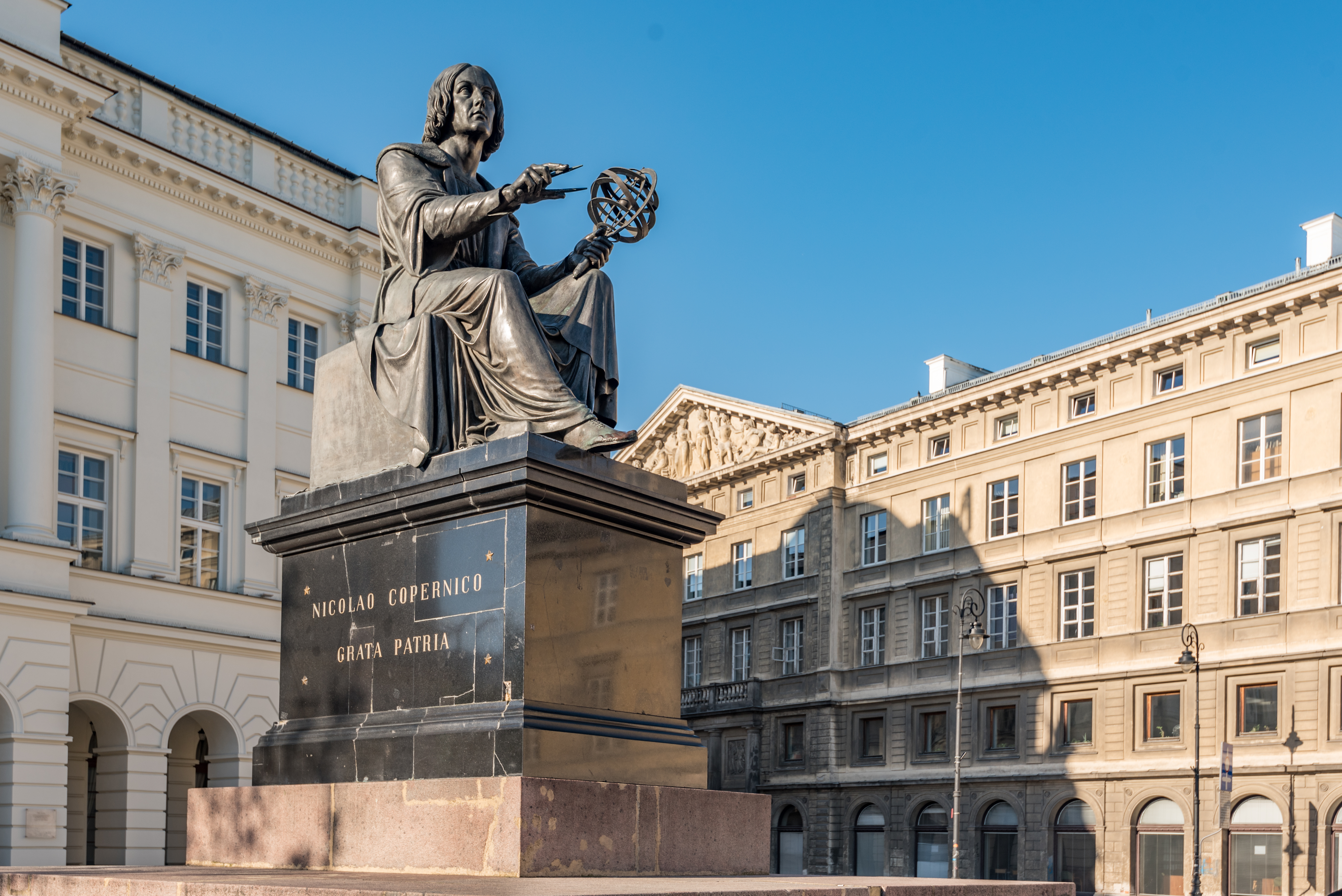
A estátua de Thorvaldsen de Copérnico, em frente à Academia Polonesa de Ciências, em Varsóvia.

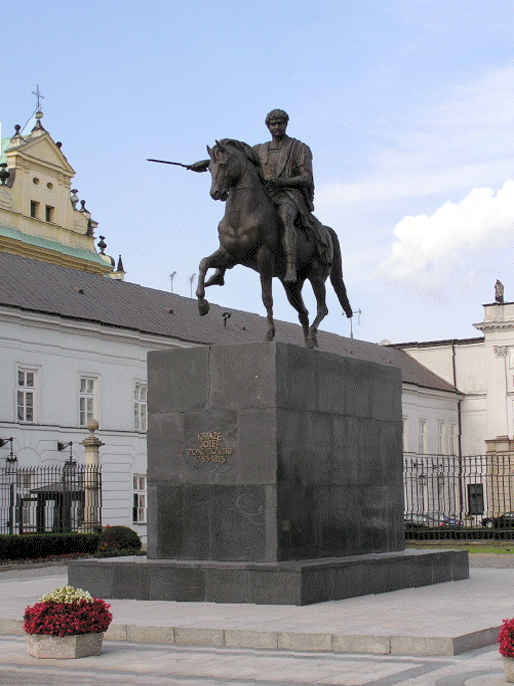
Estátua equestre de Thorvaldsen do Príncipe Józef Poniatowski, atualmente em frente ao Palácio Presidencial, Varsóvia.

Thorvaldsen foi um excelente representante da escultura do período neoclássico. Ele foi frequentemente comparado a Antonio Canova, mas na realidade ele encarnou o estilo de arte grega clássica mais do que o artista italiano. As poses e expressões de suas figuras são muito mais rígidas e formais que as de Canova.
A inspiração para seus trabalhos (relevos, estátuas e bustos) vinha, na maior parte das vezes, da mitologia grega, mas ele também criava imagens de importantes personalidades, como na sua estátua do Papa Pio VII. Suas obras podem ser vistas em muitos países da Europa, especialmente no Museu Thorvaldsen em Copenhage, onde o seu túmulo se encontra no pátio interno.
Algumas de suas obras destacam-se: Zeus e Ganímedes; Eros, várias versões de Ganímedes, o Menino pastor e seu cão e seu baixo relevo de Hylas e as Ninfas.
Fora da Europa, Thorvaldsen é menos conhecido. Porém, a sua estátua do "Cristo ressuscitado" (criado para o que é hoje a Catedral Luterana em Copenhage) tem interessado aos membros da Igreja de Jesus Cristo dos Santos dos Últimos Dias e uma réplica de 3,4 metros está em exposição na Praça do Templo.
Uma cópia em bronze do Auto-retrato de Thorvaldsen  está no Central Park, Nova York, próximo da entrada da East 97 Street.

## Artigos correlatos
- Museu Thorvaldsen
- Neoclassicismo
- Escultura do neoclassicismo